# Lisowe (rejon szeptycki)
Lisowe (ukr. Лісове) – wieś na Ukrainie w rejonie szeptyckim obwodu lwowskiego.

## Historia
Dawniej część wsi Bojaniec w powiecie żółkiewskim.
Do 2020 w rejonie żółkiewskim.

Do 2024 w rejonie czerwonogrodzkim.